# رحمت میا
رحمت میا (بنگالی: রহমত মিয়া؛ زادهٔ ۸ دسامبر ۱۹۹۹) بازیکن فوتبال اهل بنگلادش است.
وی همچنین در تیم‌های ملی فوتبال زیر ۲۳ سال بنگلادش و بنگلادش بازی کرده است.
وی در مسابقات کشوری و بین‌المللی در مجموع برندهٔ ۱ مدال برنز شده است.